# Francesc Orella
Francesc Orella Pinell (Barcelona, 11 de junio de 1957) es un actor español de cine, televisión, teatro y doblaje. 
Debutó en televisión en 1994 en una de las series de TV3, y en el año 2000 se hizo más conocido por su aparición en la serie El comisario como Telmo Chacón. La popularidad le llegó en 2015 por haber encarnado a Merlí Bergeron en la serie de TV3 Merlí.

## Biografía
Nacido en la ciudad de Barcelona en el año 1957, se quiso dedicar al mundo de la interpretación, para lo cual se formó en el Instituto del Teatro en su ciudad natal. Posteriormente, se trasladó a Estados Unidos para estudiar en el Herbert Berghoff Studio de Nueva York, donde estudió con actores como John Strasberg, Carol Rosenfeld, Carlos Gandolfo, Genadi Karatkov y Bob McAndrew.
En el mundo del cine debutó en el año 1989 en la película titulada El puente de Varsovia, dirigida por Pere Portabella, y en televisión debutó en la serie Estación de enlace en 1994 y en Secretos de familia en 1995, ambas series emitidas por el canal autonómico TV3. Tiempo más tarde, en el año 2000, Francesc Orella se dio a conocer a nivel nacional en la serie emitida por Telecinco, El comisario, en la que participó durante tres temporadas (2-4) interpretando al subinspector de la policía nacional Telmo Chacón.
En 2015 se unió al elenco de la nueva serie Carlos, Rey Emperador, donde dio vida al cardenal Adriano de Utrecht.
A mediados de 2015 le llegó el papel protagonista de "Merlí" en la serie de televisión Merlí, el cual lo hizo famoso a escala nacional e internacional. Se trata de un profesor de Filosofía que estimula a sus alumnos a pensar libremente mediante unos métodos poco ortodoxos, un hombre que va a la suya, seductor y con una vida sexual intensa.

## Filmografía

### Cine
- Asalto al Banco Central (1983), de Santiago Lapeira.
- El puente de Varsovia (1989), de Pere Portabella.
- Boom Boom (1990) de Rosa Vergés.
- La telaraña (1990), de Antoni Verdaguer.
- El porqué de las cosas (1995), de Ventura Pons.
- Tierra y libertad (1995), de Ken Loach.
- El pianista (1998), de Mario Gas.
- La ciudad de los prodigios (1999), de Mario Camus.
- Yoyes (2000), de Helena Taberna.
- Morir (o no) (2000), de Ventura Pons.
- El viaje de Arián (2000), de Eduard Bosch.
- Smoking Room (2002), de Roger Gual y Julio D. Wallovits.
- Nudos (2003), de Luís Maria Güell.
- El año del diluvio (2004), de Jaime Chávarri.
- Segundo asalto (2005), de Daniel Cebrián.
- Alatriste (2006), de Agustín Díaz Yanes.
- Tres días con la familia (2009), de Mar Coll.
- Los ojos de Julia (2010), de Guillem Morales.
- Contratiempo (2017), de Oriol Paulo.
- El guardian invisible (2017), de Fernando González Molina.
- 7 razones para huir (de la sociedad) (2018), de Gerard Quinto, Esteve Soler y David Torras.
- Durante la tormenta (2018), de Oriol Paulo.
- Legado en los huesos (2019) de Fernando González Molina.
- Ofrenda a la tormenta (2020) de Fernando González Molina.
- Toscana (2021) de Pau Durà.
- Menudas piezas (2024) de Nacho G. Velilla.

### Televisión
| Año         | Título                                   | Personaje                    | Cadena             | Datos        |
| ----------- | ---------------------------------------- | ---------------------------- | ------------------ | ------------ |
| 1992; 1995  | Quico, el progre                         | Sr. Damià                    | TV3                | 2 episodios  |
| 1994        | Arnau                                    | Ramón                        | TV3                | 5 episodios  |
| 1995        | Secrets de família                       | Claudi                       | TV3                | 55 episodios |
| 1999        | Pepe Carvalho                            | Curé                         | La 1               | 1 episodio   |
| 2000        | Andorra, entre el torb i la Gestapo      | Maurice                      | TV3                | 1 episodio   |
| 2000 - 2002 | El comisario                             | Telmo Chacón                 | Telecinco          | 51 episodios |
| 2009        | Infidels                                 | Lluís                        | TV3                | 4 episodios  |
| 2009 - 2010 | Ventdelplà                               | Tomàs Rossinyol              | TV3                | 35 episodios |
| 2009        | Les veus del Pamano                      | Targa                        | TV3                | 2 episodios  |
| 2010        | Ermesenda                                | Ramón Borell                 | TV3                | 2 episodios  |
| 2011        | Terra Baixa                              | Sebastià                     | TV3                | TV Movie     |
| 2014        | Mario Conde, los días de gloria          | Juan Abelló                  | Telecinco          | 2 episodios  |
| 2014        | Kubala, Moreno i Manchón                 | Sr. Vinyes                   | TV3                | 2 episodios  |
| 2014        | El rey                                   | Arias Navarro                | Telecinco          | 1 episodio   |
|             | Prim, el asesinato en la calle del Turco | Juan Prim                    | Telecinco          | Telefilme    |
| 2015        | El Príncipe                              | Ministro del Interior        | 1 episodio         |              |
| 2015        | Habitaciones cerradas                    | Rodolfo Lax                  | La 1               | 1 episodio   |
| 2015        | Carlos, Rey Emperador                    | Papa Adriano VI              | La 1               | 7 episodios  |
| 2015; 2020  | El ministerio del tiempo                 | Alberto Díaz Bueno           | La 1               | 3 episodios  |
| 2015 - 2018 | Merlí                                    | Merlí Bergeron               | TV3                | 40 episodios |
| 2016        | Cuéntame cómo pasó                       | Helio Roca                   | La 1               | 9 episodios  |
| 2019        | Merlí: Sapere aude                       | Merlí Bergeron               | Movistar+          | 1 episodio   |
| 2020        | La unidad                                | Jesús Jiménez                | Movistar+          | 3 episodios  |
| 2020        | Inés del alma mía                        | Francisco Pizarro            | La 1               | ¿? episodios |
| 2021        | Maradona, sueño bendito                  | José Luis Núñez              | Amazon Prime Video | 2 episodios  |
| 2022        | Santa Evita                              | Pedro Ara Sarriá             | Star+              | 7 episodios  |
| 2022 - 2023 | Días mejores                             | Luis Fábregas                | Prime Video        | 18 episodios |
| 2024        | El caso Asunta                           | Juan José "Juanjo" Domínguez | Netflix            | 4 episodios  |

### Doblaje
- El Efecto K. El montador de Stalin (2013), de Valentí Figueres.
- Todos sus personajes del catalán al español de España.
- Algunos de sus personajes del español al catalán.
- Archy en RocknRolla.

### Teatro
- Marat/Sade (1982), de Peter Weiss y dirigida por Pere Planella.
- True West (1990), de Sam Shepard y dirigida por Josep Minguell.
- Ángeles en América: el milenio se acerca (1996), de Tony Kushner y dirigida por Josep Maria Flotats.
- Todo Espar Godot (1999), de Samuel Beckett y dirigida por Lluís Pasqual
- La caída (2002), de Albert Camus y dirigida por Carles Alfaro.
- Le Roi se meurt (2004), de Eugène Ionesco y dirigida por José Luis Gómez.
- Rómulo el Grande (2005), de Friedrich Dürrenmatt y dirigida por Carles Alfaro.
- La tempestad (2006), de William Shakespeare y dirigida por Lluís Pasqual.
- Hamlet (2006), de William Shakespeare y dirigida por Lluís Pasqual.
- Un enemigo del pueblo (2007), de Henrik Ibsen y dirigida por Gerardo Vera.
- La noche justo antes de los bosques (2007), de Bernard-Marie Koltès y dirigida por Àlex Rigola.
- Traición (2009), de Harold Pinter y dirigida por Carles Alfaro.
- Escenas de un matrimonio y Sarabanda (2010), de Ingmar Bergman y dirigida por Marta Angelat.
- Lopajin en El jardín de los cerezos de Antón Chéjov.

## Premios y nominaciones
Premios Fotogramas de Plata
| Año  | Categoría             | Trabajo          | Resultado     |
| ---- | --------------------- | ---------------- | ------------- |
| 1996 | Mejor actor de teatro | Àngels a Amèrica | semifinalista |

Premios Max
| Año  | Categoría                | Película              | Resultado |
| ---- | ------------------------ | --------------------- | --------- |
| 2008 | Mejor Actor Protagonista | Un enemigo del pueblo | Ganador   |

Premio Nacional de Teatro de Cataluña
| Año  | Categoría            | Resultado |
| ---- | -------------------- | --------- |
| 2009 | Mejor interpretación | Ganador   |

- Premios Zapping ganador a mejor actor en catalán o diferentes dialectos del catalán por Merlí Bergeron Calduch.[3]
- Premios Iris (España) nominado a mejor interpretación masculina por Merlí Bergeron Calduch.